# Callipyrga turrita
Callipyrga turrita är en skalbaggsart som beskrevs av Newman 1842. Callipyrga turrita ingår i släktet Callipyrga och familjen långhorningar. Inga underarter finns listade.